# Ланьцан-Лахуський автономний повіт
22°33′29″ пн. ш. 99°55′51″ сх. д. / 22.55812° пн. ш. 99.93076° сх. д.
Ланьцан-Лахуський автономний повіт (кит. 澜沧拉祜族自治县, пін. Láncāng Lāhùzú Zìzhìxiàn) — один із повітів КНР у складі префектури Пуер, провінція Юньнань. Адміністративний центр — містечко Менлан.

## Географія
Ланьцан-Лахуський автономний повіт лежить на висоті близько 1020 метрів над рівнем моря на заході Юньнань-Гуйчжоуського плато.

### Клімат
Повіт знаходиться у зоні, котра характеризується океанічним кліматом субтропічних нагір'їв. Найтепліший місяць — червень із середньою температурою 23,6 °C. Найхолодніший місяць — січень, із середньою температурою 13,6 °С.
| Клімат повіту Ланьцан-Лаху | Клімат повіту Ланьцан-Лаху | Клімат повіту Ланьцан-Лаху | Клімат повіту Ланьцан-Лаху | Клімат повіту Ланьцан-Лаху | Клімат повіту Ланьцан-Лаху | Клімат повіту Ланьцан-Лаху | Клімат повіту Ланьцан-Лаху | Клімат повіту Ланьцан-Лаху | Клімат повіту Ланьцан-Лаху | Клімат повіту Ланьцан-Лаху | Клімат повіту Ланьцан-Лаху | Клімат повіту Ланьцан-Лаху | Клімат повіту Ланьцан-Лаху |
| Показник                   | Січ.                       | Лют.                       | Бер.                       | Квіт.                      | Трав.                      | Черв.                      | Лип.                       | Серп.                      | Вер.                       | Жовт.                      | Лист.                      | Груд.                      | Рік                        |
| Середній максимум, °C      | 24,1                       | 26,1                       | 29                         | 30,8                       | 30,3                       | 28,9                       | 27,9                       | 28,7                       | 28,6                       | 27,5                       | 25                         | 23,1                       | 27,5                       |
| Середня температура, °C    | 13,6                       | 15,5                       | 18,5                       | 21,3                       | 23                         | 23,6                       | 23,2                       | 23,3                       | 22,5                       | 20,9                       | 17,3                       | 14                         | 19,7                       |
| Середній мінімум, °C       | 6,8                        | 7,8                        | 10,5                       | 14,2                       | 18                         | 20,6                       | 20,7                       | 20,5                       | 19,5                       | 17,4                       | 13,1                       | 9                          | 14,8                       |
| Норма опадів, мм           | 11.9                       | 15.9                       | 21.9                       | 50.3                       | 153.5                      | 261.3                      | 338.1                      | 295.8                      | 185.8                      | 162.9                      | 67.5                       | 21.5                       | 1586.4                     |
| Вологість повітря, %       | 73                         | 67                         | 62                         | 64                         | 73                         | 82                         | 86                         | 85                         | 83                         | 83                         | 81                         | 80                         | 76.6                       |
| -------------------------- | -------------------------- | -------------------------- | -------------------------- | -------------------------- | -------------------------- | -------------------------- | -------------------------- | -------------------------- | -------------------------- | -------------------------- | -------------------------- | -------------------------- | -------------------------- |
| Джерело: data.cma.cn       |                            |                            |                            |                            |                            |                            |                            |                            |                            |                            |                            |                            |                            |